# Lludd Llaw Eraint
Lludd Llaw Eraint, fils de Beli Mawr, est un héros légendaire de la mythologie celtique galloise. Il est le principal protagoniste du conte médiéval de Lludd et Llefelys, où il règne sur la Bretagne tandis que son frère Llefelys règne sur la Gaule. Lludd fait appel à Llefelys pour surmonter trois fléaux qui affectent son royaume. 

## Origine
Lludd Llaw Eraint est probablement à l'origine du roi Lud mentionné par Geoffroy de Monmouth dans l'Historia Regum Britanniae, et le conte Lludd et Llefelys semble hautement influencé par le travail de Geoffroy de Monmouth, dont il pourrait être une traduction.
Par ailleurs, il y a mention d'un Nudd Llaw Eraint[Où ?] ou « Nudd à la main d'argent » (mot apparenté à l'irlandais) parfois confondu avec Llud, et qui semble lui-même issu de Nuada Airgetlám (ou « Nuada à la main d'argent »), le roi des Tuatha Dé Danann et le père de Gwynn ap Nudd, dont la main fut remplacée par une main d'argent. Les trois sont quoi qu'il en soit très proches et pourraient être issus du dieu Nodens, qui perd une main et par là risque son trône avant que le dieu Diancecht ne parvienne à lui fabriquer une main d'argent pour la remplacer. Leur étymologie est en effet comparable.

## Toponymes
Selon la légende, un temple ou une église dédié au roi Lud se trouvait autrefois sur le site de Ludgate Hill où il fut érigé au Ier siècle av. J.-C., et lui a donné son nom. Il s'agit d'un site proche de l'actuelle Cathédrale Saint-Paul de Londres. 